# 斜頜棱鯷
斜頜棱鯷（学名：Thryssa purava）為輻鰭魚綱鲱形目鳀科的其中一種，分布於印度洋區，包括緬甸、孟加拉、印度、斯里蘭卡及巴基斯坦海域，棲息深度可達50公尺，本魚頜骨適中，大多數中途胸鰭基部突出;第一超頜骨小而斜口角度，下頜牙齒略有擴大。鰓裂和淡淡的暗線沿背部的上部後面的一個模糊的暗斑，臀鰭軟條38-44枚，體長可達15.5公分，棲息在沿海、河口區，可容忍鹽度較低的水域，可做為食用魚。

## 擴展閱讀
維基物種上的相關：斜頜棱鯷